# Margny-sur-Matz
Margny-sur-Matz é uma comuna francesa na região administrativa de Altos da França, no departamento de Oise. Estende-se por uma área de 7,24 km². Em 2010 a comuna tinha 549 habitantes (densidade: 75,8 hab./km²).